# Multimédia

Exposition multimédia pour les deux cents ans de l'Arc de triomphe, à Paris.

Le terme multimédia trouve ses origines au début du XXe siècle chez les surréalistes et le mouvement Bauhaus notamment. À cette époque, il désigne des œuvres ou des performances associant plusieurs média. Il s'agit alors plus d'un concept et d'une réflexion sur l'évolution des médias.
Ce néologisme fut utilisé pour la première fois aux États-Unis par Bob Goldstein (en) en 1966 puis repris en France à partir de 1978 par François Billetdoux ; il désignera plus tard les applications qui — grâce à la capacité de stockage d'information du CD-ROM, ou d'Internet (par téléchargement), et aux capacités de l'ordinateur — peuvent créer, utiliser ou piloter différents médias simultanément : musique, son, image, vidéo, et interface graphique interactive (IHM). Le terme s'est développé vers la fin des années 1980 pour désigner une création recourant à une multiplicité de médias : l'image, le son et le film ou la vidéo. Depuis, son sens a dérivé pour englober les logiciels, matériels et contenus éditoriaux interactifs mettant en œuvre l'image fixe ou animée, le son, le texte et l'hypertexte.
Lorsqu'il débutait l'écriture du roman 1984 en 1948, George Orwell se posait des questions sur l'usage futur de ce type de média.

## Histoire du mot «multimédia»

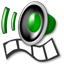
Icône signalant un fichier multimédia.

Le terme vient du pluriel du mot latin « medium ».
En France, dès le début des années 1970, une équipe de chercheurs s'est organisée en SCOP entre Paris et Villeneuvette sur les questions des systèmes de l’information et de la communication en créant le Centre d'études et de réalisations informatiques, audiovisuels et multimédia (Ceriam).
Le mot « multimédia » a autant été utilisé pour des raisons mercantiles comme l'explique le journaliste Jean-Luc Delblat, que pour refléter de réels progrès techniques. Des programmes présentant toutes les caractéristiques de ces nouveaux logiciels[Lesquels ?] existaient en effet avant l'arrivée du CD-ROM, même si la qualité en était largement inférieure du fait de la très faible capacité de stockage d'information qu'avaient les disquettes (au début des années 1990 il n'était pas rare de trouver des jeux vidéo tenant sur plusieurs de ces disquettes, ceci étant nécessaire par l'ajout de graphismes et sons de meilleure qualité).
En 1994, d'après Les Échos, « quatre grands secteurs (informatique, audiovisuel, électronique grand public et télécoms) sont emportés par l'ivresse d'un marché qui n'offre qu'une seule certitude : celle d'être immense ». L'utilisation du mot est devenue fréquente dans les secteurs technologiques.

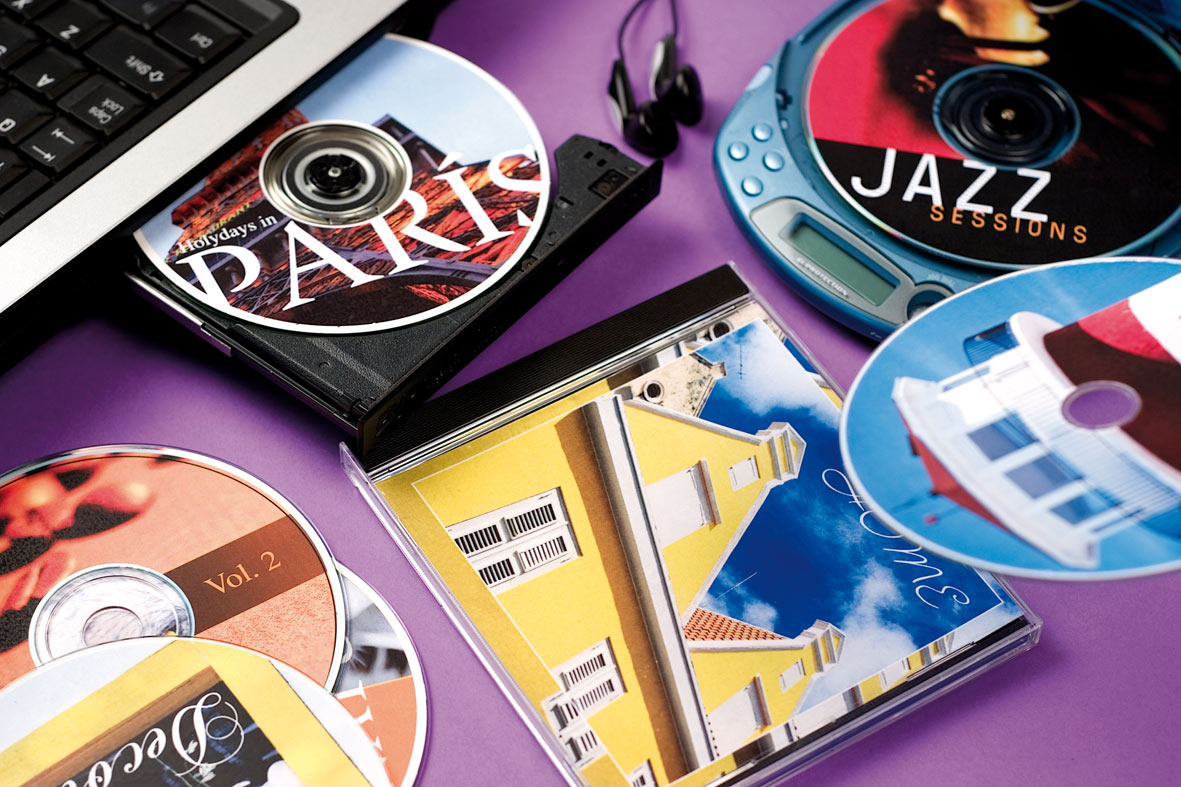
CD-ROM multimédia

Il faudra attendre la fin des années 1990, avec l'arrivée de nouveaux standards de compression de données (audio et vidéo), ainsi que la montée en puissance des microprocesseurs dans les ordinateurs personnels, pour atteindre de hauts niveaux de qualité, comparables à ceux des autres médias réunis. C'est dans le même temps que se sont développées les normes permettant d'assurer le fonctionnement et l'interopérabilité de projets multimédias. En 2000, la première projection publique de cinéma numérique d'Europe, par Philippe Binant, en France ouvre la voie aux applications multimédias dans l'industrie du cinéma .
Depuis la fin des années 2000, on utilise le mot « multimédia » pour désigner toute application utilisant ou servant à travailler sur au moins un « média » spécifique.
Les manettes de jeux, gants tactiles, lunettes 3D avec gyroscope, écrans tactiles et autres interfaces homme-machine sont souvent considérées comme faisant partie du multimédia ; alors qu'elles ne sont en elles-mêmes pas des « médias », mais plutôt des extensions de médias (une lunette 3D sans image à afficher par exemple).
Par ailleurs, en recherche en informatique, on nomme « multimédia » l'étude des médias non textuels, principalement les images, les vidéos et les sons.
Les dernières définitions communément reconnues définissent le multimédia comme l'industrie du « contenu numérique » (digital content en anglais). Les appareils électriques, électroniques, informatiques portent encore parfois le terme de multimédia, car ils permettent la visualisation ou la diffusion d'un document multimédia. Il faut faire la différence entre le contenant : ordinateurs, matériels, câbles…, et le contenu : l'information délivrée, transmise, diffusée.
En 1997 a été créée à Montréal, Québec, selon la charte canadienne, la Fédération internationale des associations de multimédia / International Federation of Multimedia - FIAM/IFMA, à l'occasion de la tenue du Marché international du multimédia (MIM), à l'initiative de Hervé Fischer. La FIAM est accréditée comme ONG auprès des Nations-unies (programme ECOSOC).
Chaque année depuis 1992, le Prix Möbius des multimédias est décerné sous le patronage de l'UNESCO pour récompenser différentes œuvres multimédia innovantes.

## Multimédia et apprentissage
D'après Joseph Rezeau : « Un environnement d’apprentissage multimédia se caractérise par le regroupement sur un même support d’au moins deux des éléments suivants : texte, son, image fixe, image animée, sous forme numérique. Ces éléments sont accessibles via un programme informatique (logiciel) autorisant un degré plus ou moins élevé d'interactivité entre l’utilisateur et les éléments précités. Par interactivité nous entendons les possibilités de navigation, d'hypernavigation (par le biais d’hyperliens), de recherche d’information (libre ou guidée) et d'aide en ligne. Dans le cas où le produit propose des activités de type « exercice », la qualité du feedback (tant positif que négatif) fourni par le logiciel – quels que soient la forme et le canal emprunté – sera un critère déterminant de la qualité du produit. Dans le cas d’un produit destiné à un usage institutionnel, la possibilité de conserver une trace de l'activité de l'apprenant à destination de l'enseignant sera considérée comme un atout supplémentaire. Dans le cas d’un produit destiné à un usage « en ligne », la possibilité d’entrer en communication synchrone ou asynchrone avec des pairs ou avec un enseignant sera considérée comme une caractéristique souhaitable. »
Le contenant et le contenu doivent être différenciés avec les outils multimédia : ordinateurs, réseaux, les lecteurs de CD-ROM ou DVD-ROM et le contenu, qui est l'information délivrée. De plus en plus, une forme d'enseignement à distance se développe, et l'étudiant peut entrer en contact avec ses enseignants et accéder à leurs enseignements à distance grâce à Internet. Cette forme d'enseignement s'appelle le « e-learning » (en français : formation à distance).

## Multimédia et interopérabilité informatique
L'interopérabilité en informatique des systèmes multimédias est obtenue grâce aux normes et standards techniques graphiques, audio et vidéo telles que JPEG, MP3, MPEG-4, etc.
Quelques applications multimédias :
- Animation par ordinateur : dessin animé classique en interaction avec des images de synthèse ;
- Audiovisuel ;
- Conception assistée par ordinateur (CAO) ;
- Développement web ;
- Dispositifs immersifs ;
- Enseignement assisté par ordinateur (EAO) : enseignement à distance, didacticiel ;
- Graphisme : infographie, dessin bitmap, dessin vectoriel ;
- Jeu vidéo : jeu d'aventure, jeu de stratégie, jeu d'action, etc. ;
- Publication assistée par ordinateur (PAO) : Mise en page, photocomposition ;
- Musique assistée par ordinateur (MAO) : synthèse sonore, échantillonneur, MIDI ;
- Montage assisté par ordinateur (son et/ou vidéo) : vidéo ; VoIP ;
- Visioconférence : Zoom Video Communications, Microsoft Teams.

## Les métiers du multimédia
- Journaliste
- Graphiste
- Conception de site web
- Directeur artistique
- Concepteur en multimédia
- Animation 2D, 3D, et en relief 3D
- Motion design
- Montage vidéo
- Infographie
- Art numérique
- Développement de logiciel
- Administrateur de base de données
- Médiamaticien
- Médiathécaire